# IC 4101
IC 4101 је појединачна звијезда у сазвјежђу Ловачки пси која се налази на листи објеката дубоког неба у Индекс каталогу.
Деклинација објекта је + 39° 56' 27" а ректасцензија 13h 2m 13,8s.